# Jack Kilby
Jack Kilby ili Jack St. Clair Kilby (Jefferson City, Missouri, 8. studenog 1923. – Dallas, Teksas, 20. lipnja 2005.), američki inženjer i izumitelj. Diplomirao elektrotehniku (1947.) na Wisconsinskom sveučilištu u Milwaukeeju. Radio za tvrtku Texas Instruments (od 1958.) te kao profesor na Teksaškom sveučilištu (od 1978. do 1984.). Izradio je, dodavanjem različitih nečistoća u pločicu germanija, prvi elektronički sklop (1959.) te izumio elektronički džepni kalkulator baziran na integriranim krugovima (1967.). Za doprinos razvoju integriranih krugova s H. Kroemerom i Ž. I. Alfjorovom 2000. dobio Nobelovu nagradu za fiziku.

## Integrirani krug
Integrirani krug ili integrirani sklop (prema lat. integrare: uspostaviti, obnoviti) je minijaturni, složeni elektronički sklop koji upravlja elektroničkim signalima u gotovo svim elektroničkim uređajima. Monolitni integrirani krug sastoji se od tanke pločice poluvodiča, najčešće silicija, u koji se dodaju primjese (na primjer bor, fosfor, arsen) i ostvaruju različite poluvodičke strukture, a one djeluju kao pojedini elektronički dijelovi (tranzistor, dioda, električni otpornik, električni kondenzator i drugo). Tisuće je takvih dijelova (komponenata) integrirano i povezano u jednom integriranom krugu. Tako na primjer integrirani krug vrlo visokoga stupnja integracije sadrži više od milijardu tranzistora i drugih elektroničkih dijelova. Integrirani krug obavlja zadaće koje su nekoć obavljali sklopovi pojedinačnih dijelova, ali je u usporedbi s njima manjih mjera (dimenzija), jeftiniji u proizvodnji, brži i pouzdaniji u radu, a troši manje energije.
Prve integrirane krugove patentirali su 1959., neovisno jedan o drugome, Amerikanci J. Kilby i Robert Noyce. U 1960-ima razvijeni su prvi integrirani krugovi za upravljanje raketama i umjetnim satelitima. Primjena se proširila na džepne kalkulatore i elektroničke satove, elektronička računala, mobitele i drugo.
Prema vrsti primijenjenih tranzistora razlikuju se bipolarni i unipolarni integrirani sklopovi. Iako se s bipolarnima postižu veće brzine rada, nedostatak im je veća potrošnja električne energije i veće dimenzije dijelova. Unipolarni sklopovi nazivaju se i MOS integriranim sklopovima (eng. Metal Oxide Semiconductor) prema MOSFET-u najviše korištenoj vrsti unipolarnoga tranzistora. MOSFET je svojstven da radi s malim električnim strujama i vrlo je malih izmjera (dimenzije), što omogućuje integraciju iznimno velikoga broja takvih dijelova u poluvodičkoj pločici. Upravo je razvoj MOS-tehnologije omogućio sklopove složenih funkcija.
Proizvodnja integriranih krugova započinje pripremom poluvodičke (silicijske) ploče (eng. wafer) kao temeljnim materijalom. Početni je promjer ploče 2,5 do 30 centimetara. Nacrt sklopa projektira se računalom i pretvara u mikroskopske nacrte (maske), s pomoću kojih se selektivnim unošenjem primjesa (difuzijom i implantacijom) te izolacijskih i vodljivih slojeva određuju vrste, dimenzije, raspored i povezanost elemenata u sklopovima. Oni se na jednoj poluvodičkoj ploči izrađuju u stotinama primjeraka. Dovršena se ploča reže na male pločice (engl. chips), to jest na pojedinačne integrirane krugove, kojima se dodaju priključci i ugrađuje ih se u kućišta s izvodima prikladnima za ugradnju u elektroničke uređaje.